# East High School
Salt Lake High School East ou simplesmente East High School é uma escola pública do distrito escolar de Salt Lake City em Salt Lake City, Utah, Estados Unidos. Ela atende às séries de nove a doze em educação geral e especial. A East High School foi fundada em 1913 e atualmente tem um corpo discente matriculado de cerca de 1.900 . Ele está localizado na 840 South 1300 East no bairro East Bench. O edifício original foi concluído em 1913, e a estrutura atual foi construída em 1997.
A maior parte do filme High School Musical do Disney Channel foi filmada na East High School . As cenas de abertura da primeira sequência High School Musical 2 (incluindo o número de abertura do filme, " What Time Is It? ") Também foram filmadas no East High . As filmagens adicionais aconteceram em St. George. As filmagens da segunda sequência de High School Musical 3: Senior Year começaram no East High em 3 de maio de 2008 .

## História
Em 2017, a escola reformulou dois vestiários abaixo do ginásio e máquinas de lavar para acomodar alunos sem-teto . A organização sem fins lucrativos Chapman-Richards Cares doou uma máquina de lavar para a escola. Cerca de 100 alunos na época estavam desabrigados .
Em julho de 2017, uma enchente causou cerca de US $ 3 milhões em danos à escola .

## High School Musical
Muito do filme High School Musical do Disney Channel e partes de suas duas sequências, High School Musical 2 e High School Musical 3: Último Ano, foram filmadas em East High. Como resultado, a escola se tornou um destino para alguns turistas. No verão de 2007, a escola recebia de 40 a 50 visitantes por dia que desejavam visitar o local do filme .
Em novembro de 2007, a escola realizou sua própria produção de High School Musical. A demanda por ingressos foi tão grande que a escola acrescentou uma atuação extra .
A escola é o cenário do show Disney + High School Musical: The Musical: The Series.

## Má conduta sexual e agressões
Em 2007, três membros da equipa de futebol foram presos e acusados de vários crimes, incluindo sodomia forçada, tentativa de sodomia forçada e abuso sexual . Incidentes semelhantes a este ocorreram três vezes durante a mesma temporada . Os jogadores foram retirados da equipa de futebol e expulsos da escola . Em março de 2008, um dos réus foi considerado culpado de dois crimes de primeiro grau: abuso sexual forçado e tentativa de sodomia forçada, além de uma contravenção por lascívia; ele também enfrenta acusações de sexo e agressão por um incidente com duas crianças que ele cuidava . Ele foi condenado à custódia, onde foi condenado à terapia obrigatória, e foi orientado a escrever cartas de desculpas às vítimas .
Em dezembro de 2008, cinco alunos foram suspensos e "encaminhados à polícia" após agredirem um colega de classe .

## Ex-alunos notáveis
- Roseanne Barr (atriz, comediante, escritora, produtora, diretora, política) frequentou a escola, mas desistiu antes de se formar aos 17 anos.[12]
- Jenny Oaks Baker (turma de 1993), violinista indicada ao Grammy[13]
- Merrill Cook (turma de 1964), Representante dos EUA de Utah (1997–2001) [14]
- Alyosha Efros, pesquisadora de visão computacional e vencedora do Prêmio ACM de Computação 2016[15]
- Herman Franks, gerente da Major League Baseball[16]
- Jake Garn, senador dos EUA por Utah (1974–1993) e astronauta[17]
- Josh Grant (turma de 1986), jogador profissional de basquete[18]
- Dee Hartford, atriz, conhecida como Donna Higgins durante os anos escolares[19]
- Abby Huntsman, jornalista americana e personalidade da televisão.[20]
- James Irwin (classe de 1947), astronauta e oitava pessoa a andar na lua[21]
- Bob Lewis, jogador campeão nacional de basquete da Universidade de Utah[22]
- Jim Matheson (turma de 1978), Representante dos EUA em Utah (2001–2015) [23]
- Scott M. Matheson (turma de 1946), governador de Utah (1977–1985) [24]
- Richard Moll (classe de 1960), ator[25]
- Bruce "Utah" Phillips, ativista dos direitos civis, cantor folk, contador de histórias, organizador trabalhista, "a Voz de Ouro do Grande Sudoeste"[26]
- Sione Po'uha (turma de 1997), tackle defensivo para o New York Jets[27]
- Vernon B. Romney (turma de 1941), Procurador-Geral de Utah (1969–1977) [28]
- Ken Sansom (turma de 1944), dublador e ator; voz do Coelho no Ursinho Pooh da Disney[29]
- Elizabeth Smart (classe de 2006), sobrevivente e ativista de sequestro
- Wallace Stegner (classe de 1925), autor vencedor do Prêmio Pulitzer[30]
- Will Tukuafu, zagueiro de futebol americano[31]
- Stevie Tu'ikolovatu (turma de 2009), tackle defensivo da NFL para o Tampa Bay Buccaneers[32]
- Paul Van Dam (turma de 1955), Procurador-Geral de Utah (1989–1993) [33]
- Steven C. Wheelwright (turma de 1961), Edsel Bryant Ford Professor Emérito da Harvard Business School, ex-Presidente da BYU-Hawaii[34]
- Herb Wilkinson liderou a Universidade de Utah ao seu único campeonato de torneio da NCAA em 1943-44, jogador de basquete All American da NCAA da Universidade de Iowa três vezes